# Wiso-Becken
Das Wiso-Becken (engl.: Wiso Basin) ist ein Sedimentbecken im Northern Territory von Australien.
In dem Sedimentbecken befinden sich bis zu etwa 3 km mächtige Gesteinsschichten, die im Allgemeinen 300 m betragen. Das Wiso-Becken entstand vom Devon bis zum Kambrium vor 540 bis 360 Millionen Jahren. Die im Wiso-Sedimentbecken befindlichen Gesteine sind Kalkstein, Sand-, Tonstein und Siltstein. Teile der Tanami-Region überlagern es im Osten wie auch Teile des Victoria- und Birrindudu-Beckens im Nordwesten. Das Wiso-Becken wird durch das Dunmarra-Becken an der nördlichen Grenze bedeckt und an der Landern Trough grenzt es an die Arunta-Region.
Geologische Erkundungen fanden lediglich nach Diamantvorkommen statt. Erdöl kommt selten vor und es wurde bislang nicht danach gebohrt; Erdgasvorkommen werden erwartet. Außerdem werden Vorkommen von Metallen und Phosphaten vermutet.